# Chrysocraspeda eumeles
Chrysocraspeda eumeles är en fjärilsart som beskrevs av Turner 1936. Chrysocraspeda eumeles ingår i släktet Chrysocraspeda och familjen mätare. Inga underarter finns listade i Catalogue of Life.